# Moncalvo (Valle)
Moncalvo (in croato Golaš) è un paese istriano nel comune di Valle.

## Storia
Nel 1420 Moncalvo divenne possedimento veneziano; quando cadde Venezia, nel 1797, passò sotto il dominio austriaco.
Dopo la pace di Presburgo, entrò per un breve periodo nel Regno d'Italia napoleonico. Successivamente tornò nelle mani dell'Impero austro-ungarico. Dopo la prima guerra mondiale entrò a far parte dell'Italia, nella provincia dell'Istria. 
Tra il settembre 1943 e il maggio 1945 Moncalvo fu occupata dai tedeschi (Zona d'operazioni del Litorale adriatico). In seguito alla seconda guerra mondiale fu ceduta alla Jugoslavia.
Con l'annessione della Venezia Giulia alla Jugoslavia si aprì una stagione di persecuzione contro l'elemento italiano, che sfociò molto spesso nell'eliminazione fisica. Molti italiani, per sfuggire alle persecuzioni, decisero di intraprendere la via dell'esodo, abbandonando così ogni proprio avere.
Dal 1991, in seguito alle guerre jugoslave, Moncalvo fa parte della Croazia.

## Società

### Evoluzione demografia
| 1880 | 1890 | 1900 | 1910 | 1921 | 1931 | 1948 | 1953 | 1961 | 1971 | 1981 | 1991 | 2001 | 2011 |
| 71   | 107  | 163  | 140  | 126  | 189  | 162  | 146  | 121  | 104  | 121  | 103  | 92   | 114  |

### Etnie e minoranze straniere

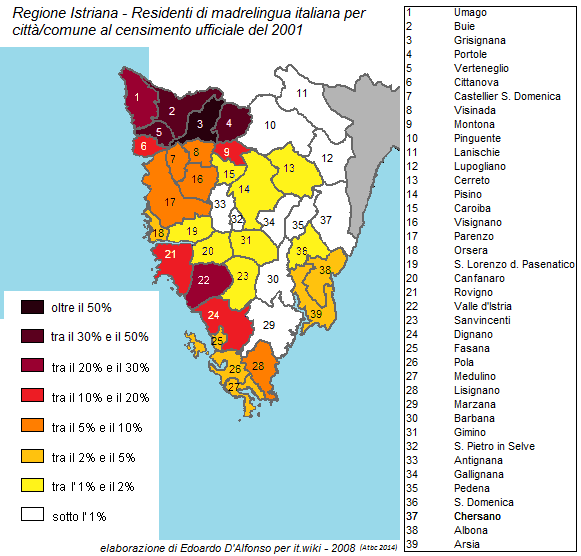
Censimento linguistico del 2001

|                    |                    |  |        |        |
| ------------------ | ------------------ |  | ------ | ------ |
| Italiani           | Italiani           |  | 2,91%  | 2,91%  |
| Istriani autoctoni | Istriani autoctoni |  | 40,77% | 40,77% |
| Croati             | Croati             |  | 54,39% | 54,39% |